# Condado de Chattahoochee
El condado de Chattahoochee (en inglés: Chattahoochee County) es un condado en el estado estadounidense de Georgia. En el censo de 2000 el condado tenía una población de 14 882 habitantes. La sede de condado es Cusseta. El condado es parte del área metropolitana de Columbus (Georgia). Fue formado el 13 de febrero de 1854 a partir de porciones de los condados de Muscogee y Marion. Fue nombrado en honor al río Chattahoochee, el cual nace en la parte oeste del condado.

## Geografía
Según la Oficina del Censo, el condado tiene un área total de 651 km² (251 sq mi), de la cual 644 km² (249 sq mi) es tierra y 6 km² (2 sq mi) (0,96%) es agua.

### Condados adyacentes
- Condado de Muscogee (norte)
- Condado de Talbot (noreste)
- Condado de Marion (este)
- Condado de Stewart (sur)
- Condado de Russell, Alabama (oeste)

## Autopistas importantes
- U.S. Route 27
- U.S. Route 280
- Ruta Estatal de Georgia 1
- Ruta Estatal de Georgia 26
- Ruta Estatal de Georgia 520

## Demografía
En el  censo de 2000, hubo 14 882 personas, 2932 hogares y 2624 familias residiendo en el condado. La densidad poblacional era de 60 personas por milla cuadrada (23/km²). En el 2000 había 3316 unidades unifamiliares en una densidad de 13 por milla cuadrada (5/km²). La demografía del condado era de 58,08% blancos, 29,92% afroamericanos, 0,80% amerindios, 1,80% asiáticos, 0,45% isleños del Pacífico, 5,18% de otras razas y 3,77% de dos o más razas. 10,42% de la población era de origen hispano o latino de cualquier raza. 
La renta promedio para un hogar del condado era de $37 106 y el ingreso promedio para una familia era de $38 313. En 2000 los hombres tenían un ingreso medio de $21 975 versus $20 648 para las mujeres. La renta per cápita para el condado era de $14 049 y el 10,60% de la población estaba bajo el umbral de pobreza nacional.

## Ciudades y pueblos
- Cusseta
- Fort Benning South